# Список умерших в 750 году

## Январь
- 25 января — Ибрахим ибн аль-Валид, 13-й Омейядский халиф (744).

## Август
- 6 августа — Марван II ибн Мухаммад, 14-й Омейядский халиф (744—750).

## Дата смерти неизвестна или требует уточнения
- Абдуллах ибн Абду-ль-Малик, омейядский принц, сын халифа Абду-ль-Малика ибн Марвана, полководец и наместник Египта.
- Борут, князь Карантании (ок. 740—750).
- Василий Декаполит, византийский монах, христианский подвижник, преподобный, исповедник.
- Ипполит Фивский, византийский хронист и историк.
- Марина из Вифинии, католическая святая.
- Релинда Маасейкская, настоятельница и реформатор монастыря Эйкен в Брабанте, католическая и православная святая.
- Химелин, католический святой.
- Чичак (в крещении — Ирина), хазарская принцесса, византийская императрица, жена византийского императора Константина V.
- Элвистл ап Ауст, правитель Брихейниога (примерно 720—735).